# Cantalupo in Sabina
Cantalupo in Sabina (Candalùpu in dialetto sabino) è un comune italiano di 1 648 abitanti della provincia di Rieti nel Lazio.

## Geografia fisica

### Territorio
Cantalupo in Sabina è adagiato sui contrafforti che dividono i torrenti Aia e Galantina, negli oliveti tra i Monti Reatini e il fiume Tevere. Si erge a 297 metri sul livello del mare e con i suoi 1 647 abitanti occupa una superficie di 10 chilometri quadrati.

## Origini del nome
Il toponimo del Comune ha un'origine incerta e avvolta nel mistero, tuttavia la leggenda racconta che ci fosse un lupo che stanziava su una collina del paese e che ululando sembrava cantare, da qui il nome di "Cantalupo". Molto più realisticamente il toponimo deriva da l'unione di due centri abitati Chantia e Lugo nella fase della costruzione del Castrum.
Con regio decreto del 29 marzo 1863, alla denominazione di Cantalupo fu aggiunta la specificazione geografica "in Sabina".

## Storia
Il territorio, durante l'epoca romana era interamente costellato di ville rustiche residenziali. Intorno a queste nel Medioevo sorsero i pagi e i vici, i cui abitanti però, a causa delle invasioni barbariche, furono costretti a rifugiarsi sul punto più alto del territorio circostante, fondando il Castrum Cantalupi, citato per la prima volta dal registro Farfense nell'anno 1037. La rocca primitiva del paese nacque per mano dei Conti di Cuneo, mentre il Palatium nacque per volere dei Conti di Sant'Eustachio tra il 1200 e il 1300; questi governarono fino al XIV secolo. Successivamente il paese passò nelle mani della famiglia Savelli, che lo tennero fino alla fine del XV secolo. Ai Savelli si succedettero, nei due secoli successivi, i Cesi di Acquasparta e di Rignano, i quali trasformarono il castello dei Savelli in un palazzo residenziale: Palazzo Cesi. Guido Vaini, marchese di Vacone, comprò il castello e il feudo dai Cesi, passando poi l'eredità ai Lante della Rovere, che vi restarono sino al 1804. In seguito il palazzo, il ricco patrimonio terriero e vari possedimenti immobiliari passarono nelle mani di diversi signori: dal Patriziato Sabino ai Simonetti, quindi al francese De Podenas.
Nel 1862 il barone Giovanni Battista Camuccini, figlio del pittore neoclassico Vincenzo, acquistò il patrimonio dell'ex feudo e trasformò il palazzo in un museo.
Amministrativamente, Cantalupo era in origine una comunità indirettamente soggetta alla Camera Apostolica. Con la caduta del sistema feudale, passò direttamente sotto il Governo Pontificio (1816). Nel 1861 entrò a far parte del Regno d'Italia e fu aggregato prima alla provincia di Perugia, poi a quella di Roma, finché nel 1927 venne incluso nella nuova provincia di Rieti.

### Simboli
Lo stemma e il gonfalone del comune di Cantalupo in Sabina sono stati concessi con decreto del presidente della Repubblica dell'11 aprile 1986.
Nello stemma sono raffigurati un lupo nero e una stella raggiante. Le figure sembrano fare riferimento alla leggenda a cui è legato il nome di Cantalupo: la tradizione vuole che un lupo affamato si aggirasse di notte nei pressi del paese ululando fino a quando non vide una stella luminosa nel cielo e da quel momento il suo lugubre ululato si sarebbe mutato in canto armonioso.
Il gonfalone è un drappo partito di rosso e di azzurro.

## Monumenti e luoghi d'interesse
Il paese ha un grande patrimonio culturale, tanto che si definisce un “museo all'aperto”, perché conserva gelosamente la storia vissuta: del museo fanno parte la Porta Maggiore, il Palazzo Camuccini e le numerose chiese sparse sul suo territorio.

### Porta Maggiore
Conosciuta anche come Porta dell'Orologio, è la porta principale del paese. Per dare maggiore lustro, su di essa sono state posizionate due statue dedicate alle divinità Mercurio, sulla sinistra, e Minerva, sulla destra, chiamate localmente “Bammocci”. Le due statue sono un simbolo della città: di marmo bianco, sono a figura intera e alte in origine 1,20 metri, ma ora alla statua di Minerva manca la testa a causa di un furto. Sembrerebbero entrambe del XVI secolo. Una leggenda narra che, nell'antico passato, dopo un terremoto fu chiesto agli abitanti di scegliere tra il ripristino delle riserve d'acqua danneggiate e la realizzazione di due statue: loro preferirono queste ultime. Per questo motivo, scherzosamente, i cantalupani vengono soprannominati “bammocciari".

### Il Palazzo Camuccini
Il Palazzo Camuccini è di epoca rinascimentale: fu edificato dal cardinale Pier Donato Cesi sui ruderi della Rocca di S. Eustachio e dei Savelli (palatium), eseguì i lavori Giandomenico Bianchi di scuola Vignolesca. Successivamente divenne la dimora dei feudatari Vaini, Lante della Rovere. Fu acquistato da Giovanni Battista Camuccini, che lo trasformò in museo.
Dopo le manomissioni belliche e altri avvenimenti, è tornato a essere il palazzo baronale. Nel Palazzo Camuccini è custodita la stanza dove pernottò Giuseppe Garibaldi prima della battaglia di Mentana.
Annesso al palazzo è il Parco Camuccini, collegato con un ponte pedonale al Castello: con i suoi quattro ettari di verde, si estende a ridosso del paese sul versante nord est.

### Chiesa di Maria SS. Assunta in Cielo e altre chiese rurali
Nel territorio comunale sono numerose le chiese, per la maggior parte piccole ma maestose. Alcune sono molte antiche, altre recentemente ristrutturate; ve ne sono di pubbliche e di private, sono all'interno del paese o nel verde della natura. La più imponente e conosciuta è accanto al Palazzo Camuccini: è la chiesa parrocchiale di Maria Santissima Assunta in Cielo, probabilmente opera dell'architetto Francesco Rosa, anche se il disegno e la supervisione sono attribuiti all'architetto Carlo Fontana. È a una sola navata, a pianta ovale con abside semicircolare. Sull'altare maggiore, con colonne di cipollino verde e capitelli corinzi, è un quadro del 1753 raffigurante la Vergine Assunta e San Biagio, racchiuso in cornici di marmo colorato. Ai lati della navata si aprono due cappelline con arco a pieno centro. In quella di destra è collocato il tabernacolo in marmo e bronzo, dalla tipica forma seicentesca, con colonnine sostenenti archi a tutto sesto decorati con festoni. Nella parte centrale dei timpani spezzati, rimangono cinque degli otto angeli, che completano il bell'insieme in armonica linea. In una cappella detta dei “Re Magi” un'urna funeraria circolare di epoca romana funge da fonte battesimale. Il pavimento a mattoni rossi, risalente all'ultimo restauro, ha purtroppo coperto le pietre sepolcrali con relative iscrizioni.

#### Chiesa di San Girolamo
In piazza Garibaldi è la chiesa di San Girolamo, costruita alla fine del XV secolo a chiusura del borgo, per volere della compagnia di San Girolamo, i cui membri vi avevano diritto di sepoltura. Durante la seconda guerra mondiale, la chiesa fu minata dai tedeschi in ritirata, ma fu ricostruita in due tempi: nel 1952 le pareti laterali, nel 1968 il tetto e l'interno. Furono anche ricostruiti il campanile a vela e l'altare maggiore secondo i canoni della nuova liturgia. Pur non essendo sconsacrata, la chiesa da anni è adibita, dietro autorizzazione del parroco, a oratorio.

#### Chiesa di San Biagio
Nel territorio comunale è la chiesa dedicata al Santo patrono del paese, San Biagio: si trova fuori le mura e vi è annesso il Convento dei Carmelitani. Chiesa e convento appartenevano ai baroni Camuccini, che li vendettero negli anni '80 del ventesimo secolo. La chiesa ha forma rettangolare, lunga 21 passi e larga 8, con facciata a capanna ornata da pilastri binati di ordine dorico gigante. La porta centrale è sovrastata da una grande finestra rettangolare, che illumina la navata centrale. Nel frontone triangolare, che chiude la facciata, compare lo stemma dei Cesi. La chiesa ha un'unica navata con volta a botte e tre cappelle per lato, con altari forniti di tutte le suppellettili e con tele del XVII secolo, non presenti in situ per scelta dell'attuale proprietario.

#### Chiesa di Sant'Adamo
Attestata nelle pergamene sin dal 1150, la cappella di Sant'Adamo fu costruita sulla tomba dell'omonimo eremita, vissuto nell'XI secolo, decretato Beato da Urbano VIII nel 1634. La cappella presentava in origine una facciata a capanna semplice con un piccolo campanile a vela centrale. Venne ampliata nel secolo XV, assumendo l'attuale aspetto: una chiesa a navata unica, con pitture tardogotiche, esempio importante e raro in Sabina, e con l'ingresso spostato a nord. La chiesa è ubicata sul tracciato dell'antica Via Salaria e attorno a essa sono stati trovati resti di strutture murarie riconducibili a una villa romana della prima età imperiale, oltre a un Catinus in pietra con fusto a colonna e numerosi frammenti di colonne, statue, ceramica romana, ecc.
Il 3 maggio si festeggiava - e ancora si festeggia, dopo un'interruzione di qualche decennio - la ricorrenza del Santo e dal XIX secolo, su concessione di papa Pio IX, in tale data cominciò a svolgersi anche una fiera franca. Sant'Adamo fu a lungo jus patronatus della famiglia Cati, che ne rimase proprietaria fino ad alcuni decenni fa, quando la chiesa andò all'asta: fu acquistata dal signor Bolton, che la donò al Comune di Cantalupo all'inizio del 2000.
La chiesa si trova a metà di una lunga salita fra robuste querce e scorci di colline, sembra aspettare con umile benevolenza chi giunge silenzioso. La sua è una storia d’affetto e di devozione millenaria, che lega gli abitanti di Cantalupo a questo edificio e a colui che a esso ha dato il proprio nome: l'eremita Adamo, un Beato che aveva così tanto amore e tanta disponibilità verso il prossimo, da essere stato “canonizzato” nei cuori e nella tradizione popolare dai suoi conterranei. La leggenda narra che un giorno Adamo, vedendo un carrettiere in difficoltà lungo la ripida costa che conduce al paese, lasciò prontamente il suo lavoro per aiutarlo a spingere. Fra sbuffi e sudore, il carretto riprese ad avanzare. L'uomo già stava per esprimere la sua gratitudine per quell'aiuto provvidenziale, quando, forse involontariamente, il mulo colpì Adamo in fronte con un calcio, facendolo cadere a terra privo di sensi. Il mulattiere, adirato con l’animale, afferrò una vanga e colpì con un gran fendente la zampa scellerata, recidendola di netto. Quando l'eremita rinvenne, il povero mulo, terrorizzato e sanguinante, se ne stava tremando a fissare il suo zoccolo in terra e sarebbe morto di lì a poco, se nessuno se ne fosse preso cura. Allora Adamo compì il miracolo: raccolto il povero resto, si avvicinò al mulo sussurrando parole di rassicurazione e, con un semplice gesto, riattaccò lo zoccolo al resto della zampa, risanandola perfettamente.
La chiesa sorge sulla tomba dell'omonimo eremita. Fu ampliata nel XV secolo, costruendo l'attuale chiesa a navata unica, con pitture tardogotiche, esempio importante e raro in Sabina. Nell'abside semicircolare è raffigurata, nel registro superiore, l'Incoronazione della Vergine tra santa Lucia, san Vicinio, san Sebastiano e sant'Adamo, riconoscibile quest'ultimo dalla zampa di mulo che tiene con la mano destra. Nel registro inferiore, originariamente scandito in quattro riquadri, s'intravedono due raffigurazioni della Vergine, sant'Adamo e santa Lucia. Sulle pareti sono affrescati altri santi, fra cui San Sebastiano, San Francesco e Sant'Antonio da Padova, oltre a una Madonna del Latte e a una Madonna della Misericordia, figurazioni frequenti in Sabina, fatte eseguire quali ex voto dai fedeli.

## Società

### Evoluzione demografica
Abitanti censiti

## Cultura
Le attività culturali sono sempre fiorenti. In questi ultimi anni tante sono state le iniziate intraprese dall'amministrazione, a partire dalla rassegna culturale ARTEr.i.e. Rassegna di Ipotesi Espressive, gestita dal Centro di ricerca e sperimentazione metaculturale fondato da Boris Porena.
Tra le personalità più eminenti che hanno vissuto a Cantalupo si annovera il critico cinematografico Mario Verdone, autore dell'opera A Cantalupo in Sabina, nonché padre dell'attore e regista Carlo Verdone che, dopo la morte del genitore, ne ha gelosamente ristrutturato la villa per risiedervi durante i periodi estivi. L'attore Christian De Sica, cognato di Verdone, in suo omaggio ha citato la cittadina di Cantalupo nel film Grandi Magazzini del 1986 come luogo di residenza del suo personaggio, il burino Antonio Borazzi.

### Cucina

Il melone di Cantalupo

La cittadina dà il nome ad una varietà di melone detta melone di Cantalupo, che vi venne portata dall'oriente da missionari cattolici.

## Economia
Di seguito la tabella storica elaborata dall'Istat a tema Unità locali, intesa come numero di imprese attive, e addetti, intesi come numero addetti delle unità locali delle imprese attive (valori medi annui).
|                     | 2015                  |                              |                            |                |                       |                     | 2014                  |                | 2013                  |                |
| ------------------- | --------------------- | ---------------------------- | -------------------------- | -------------- | --------------------- | ------------------- | --------------------- | -------------- | --------------------- | -------------- |
|                     | Numero imprese attive | % Provinciale Imprese attive | % Regionale Imprese attive | Numero addetti | % Provinciale Addetti | % Regionale Addetti | Numero imprese attive | Numero addetti | Numero imprese attive | Numero addetti |
| Cantalupo in Sabina | 98                    | 1,0%                         | 0,02%                      | 173            | 0,76%                 | 0,01%               | 103                   | 170            | 102                   | 174            |
| Rieti               | 9.765                 |                              | 2,14%                      | 22.908         |                       | 1,49%               | 10.044                | 23.834         | 10.407                | 25.272         |
| Lazio               | 455.591               |                              |                            | 1.539.359      |                       |                     | 457.686               | 1.510.459      | 464.094               | 1.525.471      |

Nel 2015 le 98 imprese operanti nel territorio comunale, che rappresentavano l'1,0% del totale provinciale (9.765 imprese attive), hanno occupato 173 addetti, lo 0,76% del dato provinciale (22.908 addetti); in media, ogni impresa nel 2015 ha occupato poco meno di due persone (1,77).

## Amministrazione
Nel 1923 passò dalla provincia di Perugia in Umbria, alla provincia di Roma nel Lazio; nel 1927, a seguito del riordino delle circoscrizioni provinciali stabilito dal Regio Decreto n. 1 del 2 gennaio 1927, quando venne istituita la provincia di Rieti, Cantalupo in Sabina passò a quella di Rieti.
| Periodo | Periodo   | Primo Cittadino  | Partito                            | Carica  | Note       |
| ------- | --------- | ---------------- | ---------------------------------- | ------- | ---------- |
| 1995    | 1999      | Aldo Cantini     | Lista civica                       | Sindaco |            |
| 1999    | 2004      | Aldo Cantini     | Lista civica                       | Sindaco |            |
| 2004    | 2009      | Giorgio Tenerini | Lista civica                       | Sindaco |            |
| 2009    | 2014      | Giorgio Tenerini | Lista civica                       | Sindaco |            |
| 2014    | 2019      | Paolo Rinalduzzi | Lista civica Abbracciamo il Futuro | Sindaco |            |
| 2019    | 2024      | Paolo Rinalduzzi | Lista civica Insieme per il Futuro | Sindaco | 2º mandato |
| 2024    | in carica | Paolo Rinalduzzi | Lista civica Obiettivo Comune      | Sindaco | 3º mandato |

### Altre informazioni amministrative
Fa parte dell'Unione di Comuni della Bassa Sabina.